# Kibou no Kakera
Kibou no Kakera (希望のカケラ?) è l'ottavo singolo della cantautrice giapponese Nana Kitade, pubblicato il 4 ottobre 2006. Raggiunse la posizione numero 64 dell'Oricon. La canzone Kibou no Kakera è stata utilizzata come sigla di apertura della serie anime Powerpuff Girls.

## Tracce
1. Kibou no Kakera (希望のカケラ, Pieces of Hope)
2. This is a Girl
3. Kibou no Kakera (Instrumental)